# Lomechusoides strumosus
Lomechusoides strumosus (лат.) — вид мирмекофильных стафилинид из подсемейства Aleocharinae. Ранее был известен как «Lomechusa strumosa»; сейчас входит в состав рода Lomechusoides Tottenham, 1939.

## Распространение
Европа.

## Описание
Жуки вида Lomechusoides strumosa и их личинки живут в гнёздах муравьёв рода Formica (например, у рыжих лесных муравьёв, F. rufa и у кроваво-красных муравьёв-рабовладельцев, Formica sanguinea). Взамен получаемых от жуков особых выделений ломехуз, муравьи кормят их и, даже, позволяют поедать собственный расплод. Особые железы ломехуз, выделяющие секрет, расположены на брюшке жуков.

## Систематика
Таксон Lomechusoides strumosa долгое время (почти два века) носил разные родовые названия (Atemeles Dillwyn, 1829; Lomechusa Gravenhorst, 1806) и эта номенклатурная путаница сохранялась до последних лет. Род Lomechusa был установлен Иоганном Гравенхорстом в 1806 году (Gravenhorst, 1806), типовым видом которого Пьер Латрейль (Latreille, 1810) сделал Staphylinus emarginata Paykull, 1789. Затем в 1829 году (Dillwyn, 1829), был описан род Atemeles, типовым видом для которого Джон Вествуд (Westwood, 1838) выбрал вид Atemeles paradoxus (Gravenhorst, 1806). В 1939 году Тоттенхем (Tottenham, 1939) описал род Lomechusoides, типовым видом которого выбрал L. strumoides (Fabricius, 1775). Некорректное использование имени Lomechusa продолжалось до конца XX века (Palm 1949, Schilow 1977, 1981, Sawada 1994). И только недавно, название Lomechusa стало трактоваться как старший синоним для Atemeles (Smetana 2004, Hlaváč 2005), а вид L. strumosa — в составе рода Lomechusoides.